# Richard Steadman
John Richard Steadman, född 4 juni 1937 i Sherman, Texas, död 20 januari 2023 i Vail, Colorado, var en amerikansk specialistortoped med inriktning på knän. Han utvecklade olika metoder för att reparera och rehabilitera skadade knän och som blev populära bland idrottare och metoderna beskrivs oftast som att "rädda" idrottskarriärer. De två metoder som fick störst genomslagskraft var dels metoden som går ut på att låta fiberbrosk ersätta skadade ledbrosk, som inte kan läkas eller återskapas. Dels metoden som via ett speciellt ingrepp gör att ett skadat korsband kan av sig självt fästa sig på skelett under pågående läkningsprocess. Detta resulterar i att rehabiliteringen kan kortas avsevärt eftersom det då inte krävs efterföljande operationer för att manuellt fästa korsbandet i skelettet. Steadman var verksam mellan 1970 och 2014; fram till 1990 hade han klinik i Tahoe i Kalifornien och sedan i Vail i Colorado.
Han var involverad i USA:s skid- och snowboardlandslag från 1971 och tills han pensionerades; från 1976 var han landslagets chefsläkare. År 1989 blev han invald i skid- och snowboardlandslagets Hall of Fame. Steadman var också ortopedisk konsulent till Denver Broncos (NFL) och Colorado Rockies (MLB).
Steadman avlade kandidatexamen i zoologi vid Texas A&M University och läkarexamen vid University of Texas Southwestern Medical School. Efter studierna tjänstgjorde han fyra år i USA:s armé och var stationerad till största delen i Tyskland.

## Idrottare
Ett urval av idrottare som blev behandlade av Steadman.
| - Debbie Armstrong (alpin skidsport) - Michael Ball (fotboll) - Craig Bellamy (fotboll) - Carlos Beltrán (baseboll) - Patrik Berger (fotboll) - Giovanni van Bronckhorst (fotboll) - Kobe Bryant (basket) - Stephen Carr (fotboll) - Christin Cooper (alpin skidsport) - Carl Cort (fotboll) - Sebastian Deisler (fotboll) - Ricardo Fuller (fotboll) - Lindsay Davenport (tennis) - Terrell Davis (amerikansk fotboll) - Alessandro Del Piero (fotboll) - Danilo Gallinari (basket) - Ashley Giles (cricket) - Marc Girardelli (alpin skidsport) - Zdeněk Grygera (fotboll) | - Owen Hargreaves (fotboll) - Alf-Inge Håland (fotboll) - Simon Jones (cricket) - Juninho (fotboll) - Roy Keane (fotboll) - Vitalij Klytjko (boxning) - Henrik Larsson (fotboll) - Mario Lemieux (ishockey) - Phil Mahre (alpin skidsport) - Shaun Maloney (fotboll) - Dan Marino (amerikansk fotboll) - Lothar Matthäus (fotboll) - Tamara McKinney (alpin skidsport) - Bode Miller (alpin skidsport) - Tommy Moe (alpin skidsport) - Joe Montana (amerikansk fotboll) - Thiago Motta (fotboll) - Rafael Nadal (tennis) - Martina Navratilova (tennis) | - Cindy Nelson (alpin skidsport) - Ruud van Nistelrooy (fotboll) - Greg Norman (golf) - Jens Nowotny (fotboll) - Michael Owen (fotboll) - Park Ji-sung (fotboll) - Anja Pärson (alpin skidsport) - Jamie Redknapp (fotboll) - Ronaldo (fotboll) - Giuseppe Rossi (fotboll) - Monica Seles (tennis) - Alan Shearer (fotboll) - Bruce Smith (amerikansk fotboll) - Picabo Street (alpin skidsport) - Ryan Taylor (fotboll) - Michael Vaughan (cricket) - Pernilla Wiberg (alpin skidsport) - Tiger Woods (golf) |